# ثوران تحت جليدي

الثوران تحت الجليدي: 1 سحابة من بخار الماء، 2 بحيرة، 3 ثلج، 4 طبقات الحمم والرماد، و 5 طبقات أرضية، و 6 حمم وسائدية، و 7 قناة صهارة، و 8 حجرة صهارية، و 9 سد صخري (حاجز)

إن الثوران تحت الجليدي هو ثوران بركاني يحدث تحت الجليد أو تحت نهر جليدي. ويمكن أن يتسبب الثوران تحت الجليدي في فيضانات خطيرة وانهيارات طينية وتُكوّن الكلاستيت الزجاجي والحمم الوسائدية. وأحيانًا يشكل الثوران تحت الجليدي بركانًا تحت الجليد يُعرف باسم تويا. وبراكين تويا الواقعة في آيسلندا عبارة عن براكين ذات قمم على شكل طاولة بسبب قممها المسطحة. ويُعد الجبل البركاني تويا بوتي، في كولومبيا البريطانية الشمالية مثالاً على بركان التويا. وقد يُعرف التويا من وصف طبقات الأرض الخاصة به والتي عادةً ما تتكون من طبقة سفلية من وسائد بازلتية التي تعلوها صخرة متلاحمة من الكلاستيت الزجاجي وأحجار بركانية وتُغطى بتدفق من الحمم. وقد تشكلت الحمم الوسائدية أولاً كنتيجة للثوران الواقع تحت الماء في المياه المذابة الجليدية. وبمجرد أن يصل العنق إلى المياه الضحلة، يصبح الثوران صهير باطني على الرغم من صخور الكلاستيت الزجاجي المتلاحمة. وبمجرد ظهور البركان من خلال الجليد، تبدأ الحمم في الثوران مكونة طبقة الغطاء المسطحة للتويا.
هناك فهم ضئيل للديناميكيات الحرارية للثوران تحت الجليدي، حيث تشير دراسات نادرة النشر إلى أن كثرة الحرارة الموجودة في الحمم المثارة، ذات وحدة واحدة للصهير تكون كافية لإذابة 10 وحدات من الجليد. ومع ذلك، نجد أن سرعة ذوبان الجليد لم يتم توضيحها، وفي الثوران الفعلي يكون المعدل على الأقل هو ترتيب المقدار أسرع من التوقعات الحالية.

## ثوران القطب الجنوبي (أنتاركتيكا)
في يناير عام 2008، قد ورد عن العلماء في استطلاع أنتاركتيكا البريطانية (BaS) الذي قاده كل من هوج كوور ودافيد فوغان (في صحيفة جريدة العلوم الجيولوجية الطبيعية) أن منذ 2200 سنة مضت، قد ثار بركان تحت سطح جليد قارة أنتاركتيكا (بناءً على استطلاع منقول جوًا باستخدام صور الردار)، وكان أكبر ثوران في آخر 10.000 عام، قد ت اكتشاف ترسّب الرماد البركاني على سطح الجليد تحت جبال هادسون بالقرب من نهر جزيرة باين الجليدي. قد يغطي الرماد منطقة بحجم نيوهاشمير (23.000 كيلو متر مربع) ومن المحتمل أنها ترسبت من ارتفاع 12كم من سحابة الرماد. وقد اكتشف الباحثون قمة جبلية حوالي 100 متر تحت السطح المعتقد بأنه قمة بركان تويا المرتبط بهذا الثوران.

## قائمة البراكين ذات الثوران تحت الجليدي العصر الحديث

### كندا
- الطاولة

### تشيلي
- لوتارو
- سولي بولي

### آيسلندا
- باروربونجا
- إيجافجالاجوكول
- جريمسفوتن
- هفيرافيللير
- كاتلا
- كفيركفجول
- بريستاهانوكور
- سنافيلزجوكول
- تورفاجوكول
- أورافاجوكول